# Мамундали
Маму̀ндали (на гръцки: Μαμούνταλη) е село в Кипър, окръг Пафос. Според статистическата служба на Република Кипър през 2001 г. селото има 14 жители.
Намира се на 3 км западно от Панагия.